# Irelands Eye
Irelands Eye är en ö i republiken Irland.   Den ligger i provinsen Leinster, i den östra delen av landet, 15 km nordost om huvudstaden Dublin. Arean är 0,30 kvadratkilometer.
Terrängen på Irelands Eye är platt. Öns högsta punkt är 39 meter över havet. Den sträcker sig 0,6 kilometer i nord-sydlig riktning, och 0,7 kilometer i öst-västlig riktning.
Klimatet i trakten är tempererat. 